# Miasto Hvar
Miasto Hvar (chorw. Grad Hvar) – jednostka administracyjna w Chorwacji, w żupanii splicko-dalmatyńskiej. W 2011 roku liczyła 4251 mieszkańców.